# ヤング (小惑星)
ヤング (2165 Young) は小惑星帯に位置する小惑星。インディアナ小惑星計画 (Indiana Asteroid Program) によりゲーテ・リンク天文台で発見された。
アメリカ合衆国の天文学者チャールズ・ヤングから命名された。